# Amazin'
Amazin´ is een lied van de Nederlandse rapper Idaly in samenwerking met rapper Emms. Het werd in 2022 als single uitgebracht en stond in 2023 als dertiende track op het album Betty van Idaly.

## Achtergrond
Amazin´ is geschreven door Idaly Faal, Emerson Akachar, Sergio van Gonter en Andy Ricardo de Rooy en geproduceerd door Reverse en Andy Ricardo. Het is een nummer uit het genre nederhop. Het is een Nederlandstalig lied met veel Engelse termen en zinnen. Het lied gaat over een heel mooie en geweldige vrouw. De single heeft in Nederland de platina status. Het is niet de eerste keer dat de twee artiesten met elkaar samenwerken, eerder waren ze al samen te horen op Louboutin, Birthday en Comfort zone.
Op 7 juli 2022 werd een remix van het nummer uitgebracht, waar naast Idaly en Emms ook de artiesten Ronnie Flex en Zoë Tauran te horen waren. 

## Hitnoteringen
De artiesten hadden verschillend succes met het lied in de Nederlandse hitlijsten. In de Single Top 100 kwam het tot de derde plek en was het 53 weken te vinden. De Top 40 werd niet bereikt; het lied bleef steken op de tweede plaats van de Tipparade.